# Hougang United Football Club
Maillots
Actualités
Dernière mise à jour : 11 février 2025.
Le Hougang United Football Club (en chinois : 後港聯足球會, et en tamoul : ஹகாங் யுனைடெட் கால்பந்து கிளப்), plus couramment abrégé en Hougang United, est un club singapourien de football fondé en 2006 et basé à Singapour.
Le club joue au Hougang Stadium, situé à Singapour qui contient 2 500 places.
Le club est actuellement présidé par Bill Ng. L'équipe première actuellement entraînée par Aide Iskandar, évolue en S League.

## Historique
- 1981 : fondation du club sous le nom de Marine Castle United
- 2002 : le club est renommé Sengkang Marine
- 2006 : le club est renommé Sengkang Punggol
- 2011 : le club est renommé Hougang United

## Palmarès
| Compétitions nationales |
| --- |
| - Coupe de Singapour : - Vainqueur : 2022 - Finaliste : 2023 - Coupe de la Ligue de Singapour : - Finaliste : 2007 et 2011. - Supercoupe de Singapour (en) : - Finaliste : 2020 et 2023 |

## Personnalités du club

### Présidents du club
- Bill Ng

### Entraîneurs du club
| - Trevor Morgan (2002 - 2003) - Chow Kwai Lam (2004 - 2005) - Trevor Morgan (2006 - 2007) - Saswadimata Dasuki (2007 - 2008) - Mirko Grabovac (2008) - Swandi Ahmad (2008) - Jorg Steinebrunner (2009) - Aide Iskandar (25 juin 2009 - 31 décembre 2009) - Aidil Sharin (1er janvier 2010 - 31 décembre 2011) | - Nenad Bacina (1er janvier 2011 - 30 novembre 2012) - Johana Bin Johari (30 novembre 2012 – 31 décembre 2012) - Alex Weaver (1er janvier 2013 - 31 mars 2013) - Johana Bin Johari (avril 2013 - août 2013) - Amin Nasir (21 août 2013 - 31 décembre 2014) - Salim Moin (1er janvier 2015 – 30 octobre 2015) - K.Balagumaran (1er novembre 2015 – 30 novembre 2016) - Philippe Aw (janvier 2017 – juin 2018) - Clement Teo (juin 2017 – novembre 2018) |